# Percy Jones

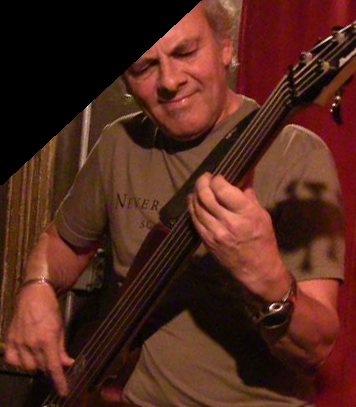
Percy Jones (2011)

Percy Jones (1947) is een Britse basgitarist, afkomstig uit Wales. Hij is vooral bekend geworden als lid van de jazzrockgroep Brand X. Tegenwoordig woont hij in New York en is hij lid van de groep Tunnels, met drummer Walker Adams en midivibrafonist Marc Wagnon.
Jones is bekend wegens zijn unieke basgeluid en zijn gebruik van de Wal  fretloze basgitaar.
Hij was ook lid van de jazzrockgroep Soft Machine en van de groep The Liverpool Scene (met dichter Adrian Henri), en heeft gespeeld op opnamen van onder andere David Sylvian, Brian Eno, Steve Hackett, Paranoise, Suzanne Vega, en Fovea Hex.
In 2007 begon hij de muziekgroep BangTower.